# Al-Raed
O Al-Ra'ed Saudi Club (em árabe: نادي الرائد) é um clube de futebol da Arábia Saudita, sediado na região de Buraidah, sendo fundado no ano de 1954 e desde 2008 participa do Campeonato Saudita de Futebol.

## Títulos
- Terceira Divisão Liga Príncipe Mohammad bin Salman (Promoção) 
  - (2): 
    - 1991–92, 2007–08